# إيفان (لاعب كرة قدم)
إيفان هو رياضي ولاعب كرة قدم برازيلي في مركز حراسة المرمى، ولد في 12 ديسمبر 1984 في البرازيل. لعب مع نادي غوياس.

## وصلات خارجية
- إيفان على موقع قاعدة بيانات كرة القدم.إي يو (الإنجليزية)
- إيفان على موقع Soccerway.com (الإنجليزية)